# Municipio de Gilkerson
El municipio de Gilkerson (en inglés: Gilkerson Township) es un municipio ubicado en el condado de Craighead en el estado estadounidense de Arkansas. En el año 2010 tenía una población de 5559 habitantes y una densidad poblacional de 28,48 personas por km².

## Geografía
El municipio de Gilkerson se encuentra ubicado en las coordenadas 35°46′23″N 90°48′14″O / 35.77306, -90.80389. Según la Oficina del Censo de los Estados Unidos, el municipio tiene una superficie total de 195.2 km², de la cual 194,65 km² corresponden a tierra firme y (0,28 %) 0,54 km² es agua.

## Demografía
Según el censo de 2010, había 5559 personas residiendo en el municipio de Gilkerson. La densidad de población era de 28,48 hab./km². De los 5559 habitantes, el municipio de Gilkerson estaba compuesto por el 94,98 % blancos, el 1,37 % eran afroamericanos, el 0,27 % eran amerindios, el 1,39 % eran asiáticos, el 0,88 % eran de otras razas y el 1,12 % eran de una mezcla de razas. Del total de la población el 2,68 % eran hispanos o latinos de cualquier raza.